# Serie C2 1996/1997
Soutěžní ročník Serie C2 1996/97 byl 19. ročník čtvrté nejvyšší italské fotbalové ligy. Soutěž začala 1. září 1996 a skončila 15. června 1997. Účastnilo se jí celkem 54 týmů rozdělené do tří skupin po 18 klubech. Z každé skupiny postoupil vítěz přímo do třetí ligy, druhý postupující se probojoval přes play off.
Klub který měl sestoupit níž (Olbia Calcio) byli nakonec ponechán i pro příští sezonu. Klub US Massese byl na konci sezony diskvalifikován za sportovní podvod.